# Rhynchelmis tetratheca
Rhynchelmis tetratheca är en ringmaskart som först beskrevs av Wilhelm Michaelsen 1920.  Rhynchelmis tetratheca ingår i släktet Rhynchelmis, och familjen källmaskar. Arten är reproducerande i Sverige.